# Alfons Spiessens
Alfons Spiessens (* 28. Dezember 1888 in Boom (Belgien); † 21. April 1956 in Ukkel) war ein belgischer Radrennfahrer.

## Sportliche Laufbahn
Spiessens war im Straßenradsport und im Bahnradsport aktiv. Von 1911 bis 1920 war er Berufsfahrer. 1919 siegte er im Rennen Drie Zustersteden. Die Tour de France bestritt er viermal. 1912 wurde er 10., 1913 6., 1914 7., 1919 beendete er die Rundfahrt nicht. 1909 kam er in der Belgien-Rundfahrt auf den 4. Platz.
Dritter wurde er 1909 in der nationalen Straßenmeisterschaft und im Circuit de Touraine 1912.
Auf der Bahn gewann er 1920 das Sechstagerennen von Brüssel mit Marcel Buysse als Partner. 1915, 1919 und 1921 war er dort Zweiter geworden. 1921 kam er in Paris mit Emile Aerts auf den 2. Platz.
In den Rennen der Monumente des Radsports war der 8. Platz in der Flandern-Rundfahrt 1914 sein bestes Resultat.